# Chalepoxenus zabelini
Chalepoxenus zabelini là một loài kiến thuộc họ Formicidae. Đây là loài đặc hữu của Turkmenistan.